# República Parlamentar (Chile)

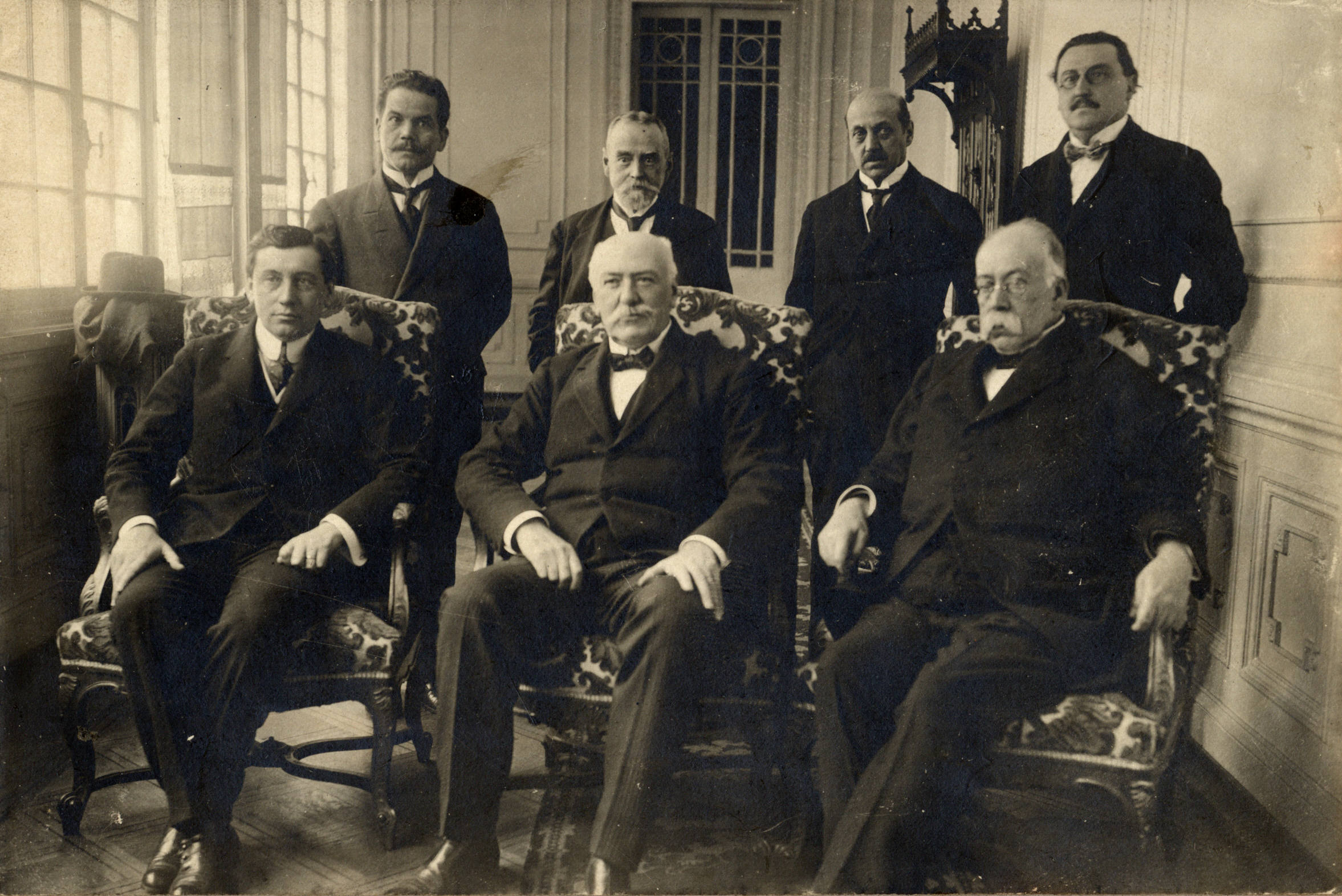
Foto oficial do Gabinete de Juan Luis Sanfuentes, em 1918.

A República Parlamentar é um período da história do Chile que durou de 1891, quando da eclosão da Guerra Civil Chilena, até 1925, quando ocorreu o Golpe de Estado de 1925, que envolveu o fechamento do Congresso e a promulgação da Constituição de 1925, que restabeleceu o presidencialismo.
Corresponde a um regime parlamentar de facto, chamado por vários historiadores como pseudo-parlamentar. Isto porque durante este período a Constituição Chilena de 1833 (com um forte caráter presidencialista) foi continuada. No entanto, o uso da chamada Rotatividade Ministerial, o que significava o poder constitucional do Congresso Nacional do Chile de dissolver todo o gabinete, processo iniciado a partir da presidência de Jorge Montt, cujo gabinete foi formado pela maioria parlamentar, principalmente por membros da a Câmara dos Deputados. O Presidente da República permaneceu como Chefe de Estado.
Embora nunca haverá de fato um Primeiro-Ministro, Premier e Presidente do Conselho de Ministros, foi o Ministro do Interior que se tornou o "primeiro-ministro de Estado, Chefe de Gabinete naturais".

## Política do período parlamentar
Após a derrota de José Manuel Balmaceda, um sistema parlamentar de fato foi estabelecido no Chile, fortemente baseado no sistema parlamentar inglês. Neste sistema parlamentar, o Chefe de governo (com o nome de Primeiro Ministro, Chanceler, Presidente do Governo ou Presidente do Conselho de Ministros) é nomeado pelo Chefe de Estado a partir de uma proposta do Parlamento. O habitual nas nações parlamentares é que o chefe de governo seja o líder do partido com mais assentos na câmara baixa, além de ser um membro dela. Quando um novo período legislativo começa, se o primeiro-ministro perde a maioria, ele deve renunciar, cabendo ao chefe de Estado escolher o líder do partido que ganhou as últimas eleições parlamentares.
Com a hegemonia econômica e cultural do Império Britânico, o sistema parlamentarista (em suas variantes republicanas) atraiu a aprovação e o entusiasmo de grande parte dos políticos liberais no final do século XIX no Chile. Isso motivou os presidentes da República Liberal a delegarem maiores poderes ao Congresso Nacional do Chile.
Para adotar o parlamentarismo com a então vigente Constituição de 1833, o Congresso começou a abusar, às vezes violentamente, dos poucos poderes extraordinários que tinha para supervisionar o Presidente da República, sendo estes o impeachment contra o gabinete e a aprovação das Leis periódicas do Orçamento Público e Dotação Militar. Com estes poderes extraordinários, a legislatura poderia pressionar o presidente para introduzir os deputados da maioria no gabinete (especialmente o Ministro do Interior).

### Chefes de Governo da República Parlamentar
Artigo principal: Ministério do Interior Chileno
O governo parlamentar era chefiado por um Ministro do Interior, que embora tivesse um papel legal mais próximo da segurança pública, sua importância dentro do gabinete fez com que ele fosse comparado com a posição - não instituída - de um primeiro-ministro.
Como em muitos regimes parlamentares, no Chile (entre 1891 e 1924) o Presidente da República convocava um deputado ou senador para formar um governo que conquistasse a confiança de ambas as casas. No entanto, sendo o presidente que nomeava o gabinete sem a aprovação prévia do Congresso, poderia causar uma perda de confiança das câmaras. Mesmo assim, os presidentes do regime parlamentar sempre tentaram formar uma maioria presumida na base dos partidos políticos que formavam o gabinete.
Um dos piores problemas do parlamentarismo chileno foi o duplo papel de supervisão que tanto o Senado como a Câmara dos Deputados tinham. Isso causou uma dificuldade por parte do Executivo para encontrar uma maioria em ambas as câmaras, o que na prática levou à curta duração dos vários gabinetes. O sistema partidário, muito fluido, trabalhava com base em grupos que dependiam de personalidades ou caudilhos dentro de um grupo que formava ou desfazia os gabinetes de acordo com sua vontade. Juntamente com a inexistência de uma disciplina partidária ao votar. Uma inovação para sair da instabilidade política, mas de efeitos não duradouros, foi a nomeação, pelo Presidente, de gabinetes conciliatórios - com a integração de todos os partidos - cuja estabilidade, no final, dependia das intrigas políticas do Congresso Nacional.
Em relação aos gabinetes parlamentares, foram geradas várias ocasiões em que o Presidente da República teve de nomear um adversário político como seu chefe de gabinete. É o caso, por exemplo, de Juan Luis Sanfuentes, que teve de nomear Arturo Alessandri como seu chefe de governo após as eleições parlamentares de 1918 .

### Chefes de Estado da República Parlamentar
Artigo principal: Anexo: Presidentes do Chile
Quanto ao papel do Presidente da República no período pseudo-Parlamento, ele deixou de tomar um papel partidário. É o caso de Jorge Montt e Ramón Barros Luco,  únicos candidatos apoiados por todos os partidos políticos. Seu papel foi especialmente assemelhado pela classe política ao do monarca britânico. Embora existam diferenças profundas entre os dois, encontramos semelhanças, já que ambos têm de jure o controle do governo, e ambos têm o poder de designar o chefe de governo. No entanto, eles dão esses poderes ao parlamento. A tradição presidencialista que o Chile forjou desde 1831 fez com que, sem ter autoridade governamental, os presidentes recebessem o crédito das conquistas do gabinete parlamentar, uma questão que se refletia na imprensa escrita da época.
Havia duas coligações eleitorais que, ao contrário das coalizões de governo parlamentar, tinham uma precária estabilidade bipartidária que perdurara por toda a República Parlamentar. Eram a Coalizão (o Partido Conservador somado a dissidências liberais) e a Aliança Liberal (grupos liberais e o Partido Radical). Essas coalizões só funcionaram para as eleições do Chefe de Estado, que foram realizadas por meio de um colégio eleitoral eleito pelos cidadãos de acordo com a Constituição de 1833. Após as eleições, especialmente liberais, os partidos se transformaram em facções lideradas por caudilhos que poderiam ser a favor ou contra o governo. Os conservadores e radicais foram os únicos que mantiveram uma disciplina partidária no Congresso.

### Sistema de partidos e práticas políticas
Neste período, os principais partidos com representação eleitoral foram: na direita, o Partido Conservador, muito próximo da Igreja Católica; no centro, vários grupos liberais pertencentes ao Partido Nacional, ao Partido Liberal e ao Partido Liberal Democrático; e à esquerda, o Partido Radical e o Partido Democrata. No final da década de 1910, surge o Partido Socialista dos Trabalhadores, que, com sua associação com o movimento trabalhista, começa a ganhar importância.
As eleições, embora organizadas pelos municípios, dependiam dos líderes locais para chegar a seus resultados. As práticas de suborno, falsificação de votos e roubo de urnas, particularmente em áreas rurais, eram comuns.